# José da Cruz Policarpo
José da Cruz Policarpo (Alvorninha, 26 de febrero de 1936 − Lisboa, 12 de marzo de 2014) fue un religioso portugués, Patriarca de Lisboa como José IV, y cardenal de la Iglesia católica. Perteneció al Grupo de San Galo.

## Biografía
Nació en Alvorninha en 1936, hijo de José Policarpo Jr. y Maria Gertrudes Rosa. Fue ordenado sacerdote en 1961, y en 1968 se licenció en Teología Dogmática por la Pontificia Universidad Gregoriana de Roma. Entre 1970 y 1997 fue rector del Seminario Mayor de Cristo-Rei dos Olivais. 
En 1978 fue nombrado obispo auxiliar de Lisboa y obispo titular de Caliabria por el papa Pablo VI. En 1997 fue nombrado patriarca coadjutor de Lisboa, y el 24 de marzo de 1998 sucedió a su predecesor, António Ribeiro, en el patriarcado, título en el que es oficialmente conocido como José IV. 
El 21 de febrero de 2001 fue elevado a cardenal por el papa Juan Pablo II, con el título de cardenal presbítero de San Antonio en Campo Marcio. Como cardenal elector, participó en los Cónclaves de 2005, en que fue elegido Benedicto XVI, y de 2013, en que fue elegido Francisco.
Desempeñó el cargo de presidente de la Conferencia Episcopal Portuguesa en dos mandatos consecutivos, de 1999 a 2005. En abril de 2011 fue elegido por sus compañeros obispos para un tercer mandato al frente de este organismo, a pesar de que el 26 de febrero de ese mismo año había sobrepasado la edad de 75 años, y acababa de presentar al papa Benedicto XVI su preceptiva renuncia al gobierno pastoral del Patriarcado.
El 18 de mayo de 2013 fue aceptada su renuncia por el papa Francisco, convirtiéndose en el primer Patriarca Emérito de la historia de la archidiócesis lisboeta. Y poco después, el 19 de junio, renunciaba al cargo de presidente de la Conferencia Episcopal Portuguesa, dejando su mandato inconcluso.
El 12 de marzo de 2014, mientras se encontraba de retiro en el santuario de Fátima, sufre de mañana una indisposición grave y es enviado en ambulancia a un hospital de Lisboa, donde fallece esa misma tarde tras una intervención quirúrgica de urgencia. 
Su cuerpo descansa en el 
Panteón de los Patriarcas de Lisboa, en el Monasterio de San Vicente de Fora.